# Herb województwa dolnośląskiego

Herb województwa dolnośląskiego

Herb województwa dolnośląskiego z lat 2000 – 2009

Herb województwa dolnośląskiego – symbol województwa dolnośląskiego. Herbem województwa dolnośląskiego jest w polu złotym orzeł czarny z przepaską w kształcie półksiężyca z zaćwieczonym krzyżem. Herb wywodzi się bezpośrednio od historycznego herbu Śląska.
Herb został ustanowiony Uchwałą Nr XVIII/305/2000 Sejmiku Województwa Dolnośląskiego z dnia 25 lutego 2000 roku.
23 lipca 2009 roku, po uwzględnieniu uwag Komisji Heraldycznej przy MSWiA, radni sejmiku przyjęli projekt nowego kształtu orła, który 9 października 2009 roku Komisja Heraldyczna zaopiniowała pozytywnie. Nowy herb został przyjęty Uchwałą Nr XLVII/810/09 Sejmiku Województwa Dolnośląskiego z dnia 17 grudnia 2009 roku.
Symbol ten jest herbem księcia śląskiego Henryka II Pobożnego. Księżyc z krzyżem odziedziczył on po ojcu Henryku I Brodatym. Sam zaś dodał orła symbolizującego potęgę Śląska i jego dominację nad innymi dzielnicami Polski. Z czasem herb stał się symbolem całego Śląska.